# John Thompson (Politiker, 1809)

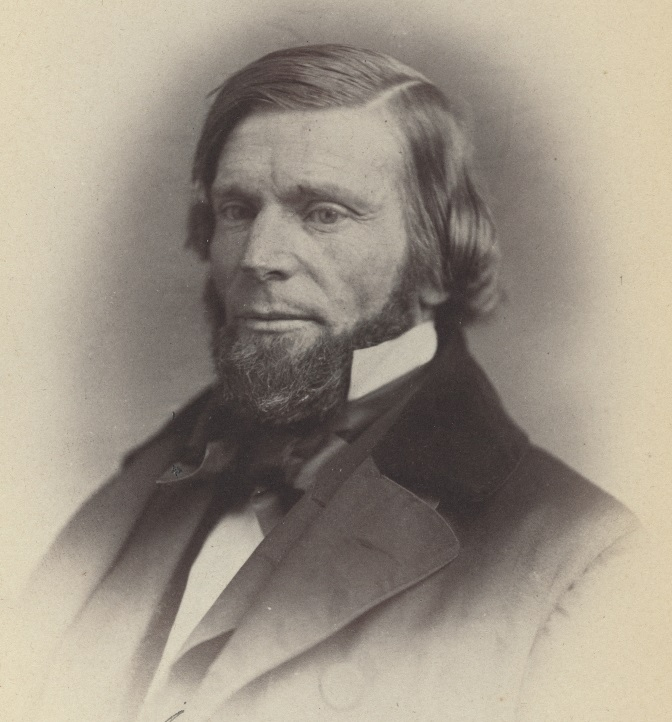
Bild von Politiker John Thompson

John Thompson (* 4. Juli 1809 in Rhinebeck, New York; † 1. Juni 1890 in New Hamburg, New York) war ein US-amerikanischer Jurist und Politiker. Zwischen 1857 und 1859 vertrat er den Bundesstaat New York im US-Repräsentantenhaus.

## Werdegang
John Thompson wurde ungefähr drei Jahre vor dem Ausbruch des Britisch-Amerikanischen Krieges in Rhinebeck geboren. Er graduierte am Union College in Schenectady und später am Yale College. Thompson studierte Jura. Nach dem Erhalt seiner Zulassung als Anwalt begann er in Poughkeepsie zu praktizieren. Politisch gehörte er der Republikanischen Partei an. Bei den Kongresswahlen des Jahres 1856 wurde er im zwölften Wahlbezirk von New York in das US-Repräsentantenhaus in Washington, D.C. gewählt, wo er am 4. März 1857 die Nachfolge von Killian Miller antrat. Er schied nach dem 3. März 1859 aus dem Kongress aus. Danach war er wieder als Anwalt tätig. Er starb am 1. Juni 1890 in New Hamburg und wurde auf dem Poughkeepsie Rural Cemetery in Poughkeepsie beigesetzt.